# Bazylika św. Sebastiana za Murami
Bazylika św. Sebastiana za Murami (Basilica di San Sebastiano Fuori le Mura), wcześniej Bazylika Apostołów – kościół położony w pobliżu Via Appia w Rzymie, poza murem Aureliana (stąd nazwa). 
Świątynia ta jest kościołem parafialnym oraz kościołem tytularnym, mającym również rangę bazyliki mniejszej. 

## Lokalizacja
Kościół znajduje się w XX dzielnicy Rzymu – Ardeatino (Q XX) przy Via Appia Antica 136.

## Patron
Patronem świątyni jest św. Sebastian – męczennik za wiarę chrześcijańską z III wieku.

## Historia
Pierwotne wezwanie świątyni, Apostołów Piotra i Pawła, nawiązuje do kultu obu Apostołów, który rozwijał się w tym miejscu. Inskrypcja umieszczona w katakumbach przy tej świątyni, która głosi: Tutaj niegdyś przebywali święci – powinieneś o tym wiedzieć – ty, który poszukujesz imion Piotra i Pawła, uczniów, których wysłał Wschód, co dobrowolnie poświadczamy, wskazuje na istniejący tu w starożytności kult Apostołów.  
Świątynia od połowy IV w. nosi wezwanie św. Sebastiana, gdyż stała się ona miejscem kultu miejscowych męczenników, zwłaszcza św. Sebastiana.
W 826 roku, w związku z atakiem Saracenów na Rzym, relikwie św. Sebastiana zostały dla bezpieczeństwa zabrane z bazyliki, głowa trafiła do bazyliki Czterech Koronatów, część relikwii do bazyliki św. Piotra na Watykanie, a część rzekomo do Soissons we Francji. Po zniszczeniu bazylika została odbudowana za pontyfikatu Mikołaja I, który założył również przy niej klasztor. Najwcześniejsze wzmianki, pochodzące co prawda dopiero z XII wieku, przypisują zarządzanie nim kanonikom laterańskim. Zostali oni zastąpieni przez cystersów za papieża Honoriusza III, który nadzorował koleją restaurację bazyliki.
W 1218 roku z bazyliki św. Piotra sprowadzono z powrotem relikwie św. Sebastiana. W XV wieku do świątyni dodano portyk wejściowy. Poważna przebudowa bazyliki, która była wówczas w złym stanie, została zainicjowana przez kardynała Scipione Caffarelli-Borghese w 1608 roku, pracami kierował Flaminio Ponzio, a po jego śmierci w 1613 roku Giovanni Vasanzio. Powstał wtedy obecny portyk, została dodana kopuła, przebudowano również prezbiterium, zbudowano nowy ołtarz główny, w którym umieszczono rzekome relikwie św. Stefana I. W 1672 roku przebudowano podłogę i założono kratę umożliwiającą pielgrzymom zaglądanie do krypty św. Sebastiana, przeniesiono wówczas relikwie św. Sebastiana do kaplicy, w której znajdują się obecnie, natomiast w miejscu ich wcześniejszego przechowywania utworzono kaplicę relikwii.
W 1712 roku na polecenie papieża Klemensa XI zniszczono kaplicę św. Fabiana, w miejscu której powstało mauzoleum przeznaczone dla rodziny papieża. Twórcą nowej kaplicy był Carlo Fontana, który zbudował też nową zakrystię.
W 1714 roku bazylika stała się kościołem parafialnym rozległej terytorialnie, lecz słabo zaludnionej parafii. W 1826 roku cystersi wcześniej opiekujący się bazyliką zostali zastąpieni przez franciszkanów. W 1892 roku pod bazyliką rozpoczęto prace archeologiczne, które ujawniły pozostałości wcześniejszego kościoła Apostołów oraz pogański cmentarz (odkryty w latach 20. XX wieku).

## Architektura i sztuka
Fasada bazyliki składa się z portyku o trzech łukach opartych na kolumnach w porządku jońskim (pochodzących z wcześniejszego kościoła), powyżej znajdują się trzy okna o półkolistych naczółkach, całość fasady wieńczy tympanon.
Bazylika jest jednonawowa, nakryta drewnianym sufitem zdobionym postacią św. Sebastiana (rzeźba autorstwa Annibale Durante) oraz herbami papieża Grzegorza XVI (który nakazał odnowienie sufitu i kardynała Scipione Caffarelli-Borghese.
Ołtarz główny wykonano z sarkofagu pochodzącego z V wieku, jest on dedykowany św. Stefanowi I (w związku z czym patron bazyliki św. Sebastian ma osobną kaplicę). Nad ołtarzem znajduje się malowidło autorstwa Innocenzo Tacconi Ukrzyżowanie, po bokach i nieco z przodu znajdują się popiersia św. Piotra i św. Pawła wykonane przez Nicolasa Cordiera.
Po prawej stronie w pierwszej niszy licząc od wejścia do bazyliki znajduje się popersie Salvator Mundi (Zbawiciel świata) z 1679 r. autorstwa Giovanniego Lorenzo Berniniego. Rzeźba ta jest ostatnim dziełem Berniniego i przez długi uważana była za zaginioną, została odnaleziona w klasztorze przylegającym do bazyliki św. Sebastiana dopiero w 2001 roku.
Pierwszą po prawej stronie kaplicą jest Kaplica Relikwii. Została ona zabudowana w 1625 roku na zlecenie Maksymiliana I Bawarskiego, natomiast obecną postać przybrała w 1672 roku i zawdzięcza ją kardynałowi Francesco Barberiniemu. W ołtarzu tej kaplicy jakoby przechowywane są następujące relikwie: kolec z korony cierniowej, palec, ząb i fragment żebra św. Piotra, ząb św. Pawła, ramię św. Andrzeja, część głowy i ramię papieża św. Fabiana, głowy papieży św. Kaliksta i św. Stefana I, ramię św. Rocha, części głów św. Nereusza i Achillesa, strzała która trafiła św. Sebastiana i część kolumny do której miał być przywiązany podczas męczeństwa. Również na ołtarzu znajduje się bazaltowa płyta z rzekomymi śladami Chrystusa, która została sprowadzona na początku XVI wieku do bazyliki z kościoła Quo vadis Domine?, kiedy tamten popadł w ruinę.
Pierwszą kaplicą po lewej stronie jest Kaplica św. Sebastiana, powstała na zlecenie kardynała Francesco Barberiniego, której budowę ukończył w 1672 roku Ciro Ferri. Pod ołtarzem znajduje się rzeźba przedstawiająca św. Sebastiana dłuta Antonio Giorgettiego, wykonana według projektu Ferriego.

## Kardynałowie prezbiterzy
Bazylika św. Sebastiana za Murami jest jednym z kościołów tytularnych nadawanych kardynałom-prezbiterom (Titulus Sancti Sebstiani ad Catacumbas). Tytuł ten został ustanowiony 30 grudnia 1960 roku.
- Ildebrando Antoniutti (1962–1973)
- Sebastiano Baggio (1973–1974)
- Johannes Willebrands (1976–2006)
- Lluís Martínez Sistach (2007-nadal)